# Gottfried Friedlein
Johann Gottfried Friedlein (* 5. Januar 1828 in Regensburg; † 31. Mai 1875 in Hof) war ein deutscher Lehrer und Mathematikerhistoriker. Friedlein widmete sich in seinen veröffentlichten Werken vor allem der Geschichte der Mathematik. Unter anderem ist er Editor einzelner Texte von Boethius und Proklos.

## Leben
Friedlein war Sohn eines Bäckermeisters, der 1838 verstarb und ihn und seine drei Geschwister als Halbwaisen hinterließ. Er zog 1846 nach München, um Philologie und Mathematik an der Universität zu studieren. Nachdem Friedlein einige Jahre an Schulen unterschiedlicher Städte unterrichtete, promovierte er und erhielt 1862 eine Anstellung als Professor der Mathematik am Gymnasium in Ansbach und ab 1868 als Rektor einer Studienanstalt in Hof.
Nachdem er bereits 1871 gesundheitliche Probleme hatte, verstarb er am 31. Mai in Hof an einer Lungenerkrankung.

## Veröffentlichungen
- Gerbert, die Geometrie des Boethius und die indischen Ziffern. Ein Versuch in der Geschichte der Arithmetik, Erlangen 1861. BSB digital
- Anicii Manlii Torquati Severini Boetii De institutione arithmetica libri duo, De institutione musica libri quinque. Accedit geometria quae fertur Boetii, ed. Godofredus Friedlein, Leipzig 1867 archive.org
- Die Zahlzeichen und das elementare Rechnen der Griechen und Römer und des christlichen Abendlandes vom 7. bis 13. Jahrhundert, Erlangen 1869 archive.org
- Procli Diadochi in primum Euclidis Elementorum librum commentarii. Ex recognitione Godofredi Friedlein. Leipzig 1873 archive.org, archive.org